# Helena Suková
Helena Suková (* 23. února 1965 Praha) je bývalá česká profesionální tenistka, ženská světová jednička ve čtyřhře a čtyřka ve dvouhře. Na Grand Slamu vyhrála čtrnáct turnajů, z toho devět v ženské čtyřhře a pět ve smíšené čtyřhře. Stala se také čtyřnásobnou finalistkou dvouhry na grandslamu, vítězkou Turnaje mistryň ve čtyřhře a finalistkou dvouhry. Na okruhu WTA získala deset titulů ve dvouhře a šedesát devět ve čtyřhře.
V ženské čtyřhře spolu s Janou Novotnou vybojovaly dvě stříbrné olympijské medaile na Letních olympijských hrách 1988 v Soulu a 1996 v Atlantě. V roce 1989 vyhrála spolu s Miloslavem Mečířem pro Československo první ročník Hopmanova poháru.
V letech 1989 a 1990 byla vyhlášena nejlepší deblistkou ženského okruhu WTA. Hrála útočný styl tenisu s tvrdým podáním a kvalitními voleji.
V červenci 2018 byla uvedena do Mezinárodní tenisové síně slávy v rhodeislandském Newportu spolu s Michaelem Stichem. Stala se tak osmým českým tenistou zvoleným do tohoto klubu. K uvedení sdělila: „Je to pro mě velká pocta být zařazena mezi legendy světového tenisu. Po dvou předchozích zklamáních jsem už nevěřila, takže to byl velký, ale příjemný šok. Byla to poslední šance a i letos byla v nominaci velká jména.“
V říjnu 2018 ji prezident republiky Miloš Zeman udělil Medaili Za zásluhy I. stupně..

## Soukromý život
Matka Věra Suková-Pužejová byla také tenistka, finalistka dvouhry ve Wimbledonu 1962 a pátá hráčka světa. Bratr Cyril Suk je bývalý tenista, vítěz čtyřhry na US Open a světová deblová sedmička. Po ukončení kariéry se stal marketingovým manažerem hokejového týmu BK Mladá Boleslav. Otec Cyril Suk působil v letech 1980–1990 jako předseda Československého tenisového svazu. Během aktivní tenisové kariéry vyhrál dorostenecké mistrovství Československa ve dvouhře i čtyřhře (1960). Pradědem byl spisovatel, překladatel a pedagog Václav František Suk.
V roce 2010 získala titul doktorky filozofie (PhDr.) po vystudování jednooborové psychologie na katedře psychologie na Filozofické fakultě Univerzity Palackého v Olomouci. V roce 2010 začala pracovat jako psycholožka v Centru duševní pohody Modrá laguna Jana Cimického.

## Tenisová kariéra

### Juniorský tenis
V roce 1979 získala titul mistryně Československa ve dvouhře i čtyřhře starších žákyň a začala reprezentovat, nejdříve na Sophia Cupu v Jugoslávii. Roku 1980 zvítězila na juniorce v Bari, probojovala se do finále singlu a vyhrála debla na Orange Bowlu. Následující rok 1981 si připsala juniorské tituly z Méxica, Delray Beach, Banana Bowl, Indianapolis a Sydney, do finále se probojovala na juniorce French Open a v Montréalu a stala se juniorskou mistryní Evropy ve čtyřhře. Na světovém juniorském žebříčku Grand Prix k roku 1981 figurovala na 3. místě.

### Profesionální kariéra
Profesionálkou se stala v lednu 1983. Nejvýše postavená na žebříčku WTA pro dvouhru byla na 4. místě (1985), pro čtyřhru na 1. místě (1990).

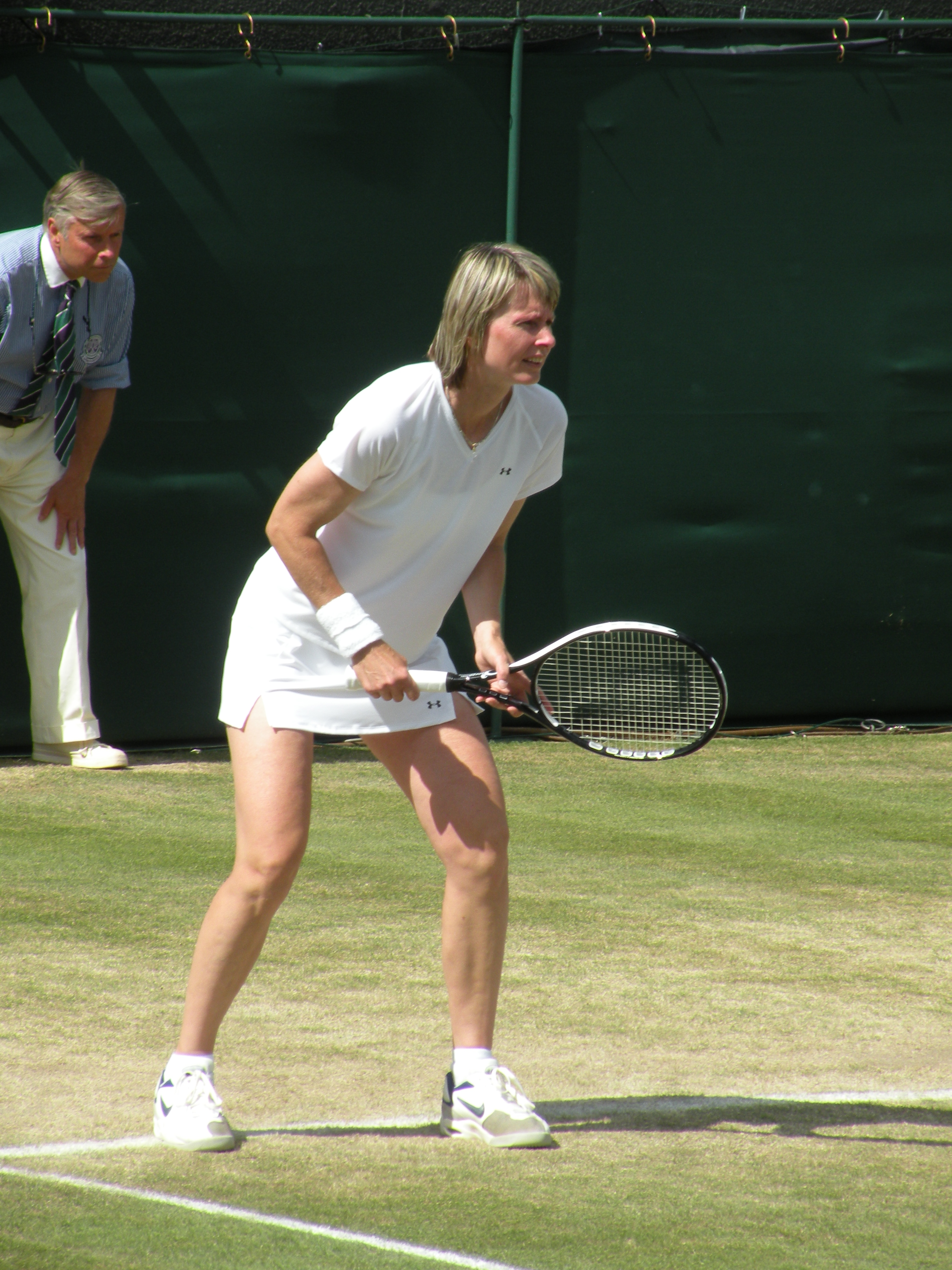
Suková ve Wimbledonu 2008, soutěž hráček nad 35 let

První turnaj vyhrála v lednu 1982. Jednalo se o podnik v rámci série Avon Futures v Newport News v americké Virginii. Dosáhla ještě na finále mistrovství USA na antukových dvorcích a závěrečného turnaje Avon Futures. V letech 1983, 1984, 1986 a 1988 byla členkou československého týmu, které vyhrálo Pohár federace.
V letech 1984 a 1989 se probojovala do finále grandslamu Australian Open. V roce 1984 na něm v semifinále porazila Martinu Navrátilovou, čímž ukončila její rekordní sérii 74 výher v řadě a překazila jí tím zisk čistého Grand Slamu. Finále na posledním grandslamu sezóny US Open si zahrála v letech 1986 a 1993.
V roce 1987 se stala čtvrtou tenistkou, která na jediném turnaji porazila Navrátilovou a Chris Evertovou. Jednalo se o podnik v anglickém Eastbourne, kde také zastavila rekordní šňůru Navrátilové 69 výher na trávě v řadě.
Byla vynikající deblistkou, zvítězila na všech čtyřech grandslamech, z toho čtyřikrát ve Wimbledonu (dvakrát s Janou Novotnou), dvakrát na US Open a po jednom titulu na Australian Open a French Open. Ve čtyřhře odehrála dalších pět prohraných finále.
Ve smíšené čtyřhře si připsala pět grandslamů, třikrát z toho vyhrála se svým bratrem Cyrilem Sukem na French Open (1991) a ve Wimbledonu (1996, 1997), dvakrát s jedním z nejlepších deblistů Australanem Toddem Woodbridgem na US Open (1993) a ve Wimbledonu (1994). V mixu sehrála další tři neúspěšná finále.
Na Turnaji mistryň zvítězila ve čtyřhře spolu se Španělkou Arantxou Sánchezovou Vicáriovou v roce 1992. Neúspěšná finále si zahrála čtyřikrát. Ve dvouhře se do finále probojovala v roce 1985, v němž nestačila na Martinu Navrátilovou.
Profesionální kariéru ukončila v červenci 1998. Přesto získala jako několikanásobná wimbledonská vítězka divokou kartu od pořadatelů ve Wimbledonu 2006, kde nastoupila s bratrem Cyrilem Sukem do smíšené čtyřhry. Prohráli v 1. kole.

### Po ukončení kariéry
Od roku 1999 je předsedkyní znovuzaloženého International Lawn Tennis Club České republiky. V období 2001–2008 byla členkou předsednictva Českého klubu olympioniků. Stala se jednou ze zakladatelek Nadačního fondu dětského a juniorského tenisu v České republice, je čestnou velvyslankyní nadace Harvey Ball World Smile Foundation a od roku 2001 také čestnou členkou Professional Tennis Registry, asociace profesionálních tenisových trenérů. V období 2007-2018 zasedala v předsednictvu Českého klubu fair play.

## Finále velkých turnajů

### Finále na Grand Slamu

#### Ženská dvouhra: 4 (0–4)
| Stav       | rok  | turnaj          | povrch | soupeřka ve finále  | výsledek           |
| ---------- | ---- | --------------- | ------ | ------------------- | ------------------ |
| Finalistka | 1984 | Australian Open | tráva  | Chris Evertová      | 6–7(4–7), 6–3, 6–1 |
| Finalistka | 1986 | US Open         | tvrdý  | Martina Navrátilová | 6–3, 6–2           |
| Finalistka | 1989 | Australian Open | tvrdý  | Steffi Grafová      | 6–4, 6–4           |
| Finalistka | 1993 | US Open         | tvrdý  | Steffi Grafová      | 6–3, 6–3           |

#### Ženská čtyřhra: 14 (9–5)
| Stav       | rok  | turnaj              | povrch | spoluhráčka               | soupeřky ve finále                      | výsledek           |
| ---------- | ---- | ------------------- | ------ | ------------------------- | --------------------------------------- | ------------------ |
| Finalistka | 1984 | Australian Open     | tráva  | Claudia Kohde-Kilschová   | Martina Navrátilová Pam Shriverová      | 6–3, 6–4           |
| Finalistka | 1985 | French Open         | antuka | Claudia Kohde-Kilschová   | Martina Navrátilová Pam Shriverová      | 4–6, 6–2, 6–2      |
| Vítězka    | 1985 | US Open             | tvrdý  | Claudia Kohde-Kilschová   | Martina Navrátilová Pam Shriverová      | 6–7(5–7), 6–2, 6–3 |
| Finalistka | 1985 | Australian Open     | tráva  | Claudia Kohde-Kilschová   | Martina Navrátilová Pam Shriverová      | 6–3, 6–4           |
| Vítězka    | 1987 | Wimbledon           | tráva  | Claudia Kohde-Kilschová   | Betsy Nagelsenová Elizabeth Smylieová   | 7–5, 7–5           |
| Finalistka | 1988 | French Open         | antuka | Claudia Kohde-Kilschová   | Martina Navrátilová Pam Shriverová      | 6–2, 7–5           |
| Vítězka    | 1989 | Wimbledon (2)       | tráva  | Jana Novotná              | Larisa Neilandová Nataša Zverevová      | 6–1, 6–2           |
| Vítězka    | 1990 | Australian Open     | tvrdý  | Jana Novotná              | Patty Fendicková Mary Joe Fernándezová  | 7–6(7–5), 7–6(8–6) |
| Vítězka    | 1990 | French Open         | antuka | Jana Novotná              | Larisa Neilandová Nataša Zverevová      | 6–4, 7–5           |
| Vítězka    | 1990 | Wimbledon (3)       | tráva  | Jana Novotná              | Kathy Jordanová Elizabeth Smylieová     | 6–4, 6–0           |
| Finalistka | 1990 | US Open             | tvrdý  | Jana Novotná              | Gigi Fernándezová Martina Navrátilová   | 6–2, 6–4           |
| Vítězka    | 1992 | Australian Open (2) | tvrdý  | Arantxa Sánchez Vicariová | Mary Joe Fernándezová Zina Garrisonová  | 6–4, 7–6(7–3)      |
| Vítězka    | 1993 | US Open (2)         | tvrdý  | Arantxa Sánchez Vicariová | Amanda Coetzerová Inés Gorrochateguiová | 6–4, 6–2           |
| Vítězka    | 1996 | Wimbledon (4)       | tráva  | Martina Hingisová         | Meredith McGrathová Larisa Neilandová   | 5–7, 7–5, 6–1      |

#### Smíšená čtyřhra: 8 (5–3)
| Stav       | rok  | turnaj          | povrch | spoluhráč       | soupeři ve finále                   | výsledek      |
| ---------- | ---- | --------------- | ------ | --------------- | ----------------------------------- | ------------- |
| Vítězka    | 1991 | French Open     | antuka | Cyril Suk       | Caroline Visová Paul Haarhuis       | 3–6, 6–4, 6–1 |
| Finalistka | 1992 | US Open         | tvrdý  | Tom Nijssen     | Nicole Provisová Mark Woodforde     | 4–6, 6–3, 6–3 |
| Vítězka    | 1993 | US Open         | tvrdý  | Todd Woodbridge | Martina Navrátilová Mark Woodforde  | 6–3, 7–6      |
| Finalistka | 1994 | Australian Open | tvrdý  | Todd Woodbridge | Larisa Neilandová Andrej Olchovskij | 7–5, 6–7, 6–2 |
| Vítězka    | 1994 | Wimbledon       | tráva  | Todd Woodbridge | Lori McNeilová T. J. Middleton      | 3–6, 7–5, 6–3 |
| Vítězka    | 1996 | Wimbledon (2)   | tráva  | Cyril Suk       | Larisa Neilandová Mark Woodforde    | 1–6, 6–3, 6–2 |
| Vítězka    | 1997 | Wimbledon (3)   | tráva  | Cyril Suk       | Larisa Neilandová Andrej Olchovskij | 4–6, 6–3, 6–4 |
| Finalistka | 1998 | Australian Open | tvrdý  | Cyril Suk       | Venus Williamsová Justin Gimelstob  | 6–2, 6–1      |

### Turnaj mistryň

#### Dvouhra: 1 (0–1)
| Stav       | rok  | místo    | povrch      | soupeřka ve finále  | výsledek      |
| ---------- | ---- | -------- | ----------- | ------------------- | ------------- |
| Finalistka | 1985 | New York | koberec (h) | Martina Navrátilová | 6–3, 7–5, 6–4 |

#### Čtyřhra: 5 (1–4)
| Stav       | rok     | místo    | povrch      | spoluhráčka               | soupeřky ve finále                 | výsledek                |
| ---------- | ------- | -------- | ----------- | ------------------------- | ---------------------------------- | ----------------------- |
| Finalistka | 1985    | New York | koberec (h) | Claudia Kohde-Kilschová   | Martina Navrátilová Pam Shriverová | 6–7(4–7), 6–4, 7–6(7–5) |
| Finalistka | 1986(1) | New York | koberec (h) | Claudia Kohde-Kilschová   | Hana Mandlíková Wendy Turnbullová  | 6–4, 6–7(4–7), 6–3      |
| Finalistka | 1986(2) | New York | koberec (h) | Claudia Kohde-Kilschová   | Martina Navrátilová Pam Shriverová | 1–6, 6–1, 6–1           |
| Finalistka | 1987    | New York | koberec (h) | Claudia Kohde-Kilschová   | Martina Navrátilová Pam Shriverová | 6–1, 6–1                |
| Vítězka    | 1992    | New York | koberec (h) | Arantxa Sánchez Vicariová | Jana Novotná Larisa Neilandová     | 7–6(7–4), 6–1           |

## Finále na okruhu WTA (79)

### Dvouhra: 31 (10–21)
| Legenda              |
| -------------------- |
| Grand Slam (0–4)     |
| Turnaj mistryň (0–1) |
| Tier I (0–1)         |
| Tier II (0–3)        |
| Tier III (1–2)       |
| Tier IV (2–2)        |
| Tier V (1–0)         |
| Virginia Slims (6–8) |

| Finále dle povrchu |
| ------------------ |
| tvrdý (4–5)        |
| antuka (0–2)       |
| tráva (2–6)        |
| koberec (4–8)      |

| Stav       | č.  | datum              | turnaj                                | povrch      | soupeř ve finále           | výsledek           |
| ---------- | --- | ------------------ | ------------------------------------- | ----------- | -------------------------- | ------------------ |
| Vítězka    | 1.  | 17. ledna 1982     | Newport, Spojené státy                | koberec (h) | Pat Medradová              | 6–2, 6–7, 6–0      |
| Finalistka | 1.  | 17. března 1982    | Austin, Spojené státy                 | koberec     | Claudia Kohdeová-Kilschová | 6–7(0–7), 6–0, 3–6 |
| Finalistka | 2.  | 2. srpna 1982      | Indianapolis, Spojené státy           | antuka      | Virginia Ruziciová         | 2–6, 0–6           |
| Finalistka | 3.  | 26. března 1984    | Boston, Spojené státy                 | koberec     | Hana Mandlíková            | 5–7, 0–6           |
| Vítězka    | 2.  | 18. listopadu 1984 | Brisbane, Austrálie                   | tráva       | Elizabeth Smylieová        | 6–4, 6–4           |
| Finalistka | 4.  | 26. listopadu 1984 | Australian Open, Melbourne, Austrálie | tráva       | Chris Evertová             | 7–6(7–4), 1–6, 3–6 |
| Finalistka | 5.  | 18. března 1985    | Turnaj mistryň, Spojené státy         | koberec     | Martina Navrátilová        | 3–6, 5–7, 4–6      |
| Finalistka | 6.  | 17. června 1985    | Eastbourne, Spojené království        | tráva       | Martina Navrátilová        | 4–6, 3–6           |
| Finalistka | 7.  | 3. března 1986     | Princeton, Spojené státy              | koberec     | Martina Navrátilová        | 6–3, 0–6, 6–7(5–7) |
| Finalistka | 8.  | 16. června 1986    | Eastbourne, Spojené království        | tráva       | Martina Navrátilová        | 6–3, 3–6, 4–6      |
| Vítězka    | 3.  | 10. srpna 1986     | Montréal, Kanada                      | tvrdý       | Pam Shriverová             | 6–2, 7–5           |
| Finalistka | 9.  | 25. srpna 1986     | US Open, New York, Spojené státy      | tvrdý       | Martina Navrátilová        | 3–6, 2–6           |
| Vítězka    | 4.  | 5. října 1986      | Hilversum, Nizozemsko                 | koberec (h) | Catherine Tanvierová       | 6–2, 7–5           |
| Finalistka | 10. | 6. října 1986      | Curych Švýcarsko                      | koberec     | Steffi Grafová             | 6–4, 2–6, 4–6      |
| Finalistka | 11. | 16. února 1987     | Boca Raton, Spojené státy             | tvrdý       | Steffi Grafová             | 2–6, 3–6           |
| Vítězka    | 5.  | 4. dubna 1987      | Piscataway, Spojené státy             | koberec (h) | Lori McNeilová             | 6–0, 6–3           |
| Vítězka    | 6.  | 20. června 1987    | Eastbourne, Spojené království        | tráva       | Martina Navrátilová        | 7–6, 6–3           |
| Finalistka | 12. | 4. ledna 1988      | Sydney, Austrálie                     | tráva       | Pam Shriverová             | 2–6, 3–6           |
| Finalistka | 13. | 25. dubna 1988     | Tokio, Japonsko                       | koberec     | Pam Shriverová             | 5–7, 1–6           |
| Finalistka | 14. | 9. května 1988     | Berlín, Německo                       | antuka      | Steffi Grafová             | 3–6, 2–6           |
| Vítězka    | 7.  | 8. ledna 1989      | Brisbane, Austrálie                   | tvrdý       | Brenda Schultz-McCarthyová | 7–6, 7–6           |
| Finalistka | 15. | 16. ledna 1989     | Australian Open, Melbourne, Austrálie | tvrdý       | Steffi Grafová             | 4–6, 4–6           |
| Finalistka | 16. | 26. února 1990     | Indian Wells, Spojené státy           | tvrdý       | Martina Navrátilová        | 2–6, 7–5, 1–6      |
| Finalistka | 17. | 11. června 1990    | Birmingham, Spojené království        | tráva       | Zina Garrisonová           | 4–6, 1–6           |
| Finalistka | 18. | 22. října 1990     | Brighton, Spojené království          | koberec     | Steffi Grafová             | 5–7, 3–6           |
| Vítězka    | 8.  | 6. ledna 1991      | Brisbane, Austrálie                   | tvrdý       | Akiko Kidžimutaová         | 6–4, 6–3           |
| Vítězka    | 9.  | 9. února 1992      | Ósaka, Japonsko                       | koberec (h) | Laura Arrayaová            | 6–2, 4–6, 6–1      |
| Vítězka    | 10. | 15. listopadu 1992 | Indianapolis, Spojené státy           | tvrdý (h)   | Linda Wildová              | 6–4, 6–3           |
| Finalistka | 19. | 30. srpna 1993     | US Open, New York, Spojené státy      | tvrdý       | Steffi Grafová             | 3–6, 3–6           |
| Finalistka | 20. | 17. října 1994     | Brighton, Spojené království          | koberec     | Jana Novotná               | 7–6(7–4), 3–6, 4–6 |
| Finalistka | 21. | 17. června 1996    | 's-Hertogenbosch, Nizozemsko          | tráva       | Anke Huberová              | 4–6, 6–7(2–7)      |

### Čtyřhra

#### Vítězka (69)
Grandslamy jsou zvýrazněny tučně.
- 1984: Marco Island (spoluhráčka Hana Mandlíková)
- 1984: Řím (Iva Budařová)
- 1984: Filderstadt (Claudia Kohdeová-Kilschová)
- 1984: Sydney (Claudia Kohdeová-Kilschová)
- 1984: Tokyo Pan Pacific (Claudia Kohdeová-Kilschová)
- 1985: Berlín (Claudia Kohdeová-Kilschová)
- 1985: Lugano (Bonnie Gaduseková)
- 1985: Los Angeles (Claudia Kohdeová-Kilschová)
- 1985: US Open (Claudia Kohdeová-Kilschová)
- 1985: Tokyo Pan Pacific (Claudia Kohdeová-Kilschová)
- 1986: Boca Raton (Pam Shriverová)
- 1986: Dallas (Claudia Kohdeová-Kilschová)
- 1986: Amelia Island (Claudia Kohdeová-Kilschová)
- 1986: Berlín (Steffi Grafová)
- 1986: Hilversum (Kathy Jordanová)
- 1986: Brighton (Steffi Grafová)
- 1986: Chicago (Claudia Kohdeová-Kilschová)
- 1987: Tokio Bridgestone Doubles (Claudia Kohdeová-Kilschová)
- 1987: Berlín (Claudia Kohdeová-Kilschová)
- 1987: Wimbledon (Claudia Kohdeová-Kilschová)
- 1987: Brighton (Kathy Jordanová)
- 1987: Chicago (Claudia Kohdeová-Kilschová)
- 1988: San Antonio (Lori McNeilová)
- 1988: Tokio Pan Pacific (Pam Shriverová)
- 1988: Montreal (Jana Novotná)
- 1988: Mahwah (Jana Novotná)
- 1989: Brisbane (Jana Novotná)
- 1989: Boca Raton (Jana Novotná)
- 1989: Key Biscayne (Jana Novotná)
- 1989: Wimbledon (Jana Novotná)
- 1989: Zurich (Jana Novotná)
- 1990: Brisbane (Jana Novotná)
- 1990: Sydney (Jana Novotná)
- 1990: Australian Open (Jana Novotná)
- 1990: Indian Wells (Jana Novotná)
- 1990: Boca Raton (Jana Novotná)
- 1990: Key Biscayne (Jana Novotná)
- 1990: French Open (Jana Novotná)
- 1990: Wimbledon (Jana Novotná)
- 1990: Brighton (Nathalie Tauziatová)
- 1990: Worcester (Gigi Fernándezová)
- 1991: Sydney (with Arantxa Sánchezová Vicariová)
- 1991: Tarpon Springs (Gigi Fernándezová)
- 1991: Amelia Island (Arantxa Sánchezová Vicariová)
- 1992: Sydney (Arantxa Sánchezová Vicariová)
- 1992: Australian Open (Arantxa Sánchezová Vicariová)
- 1992: Tokio Pan Pacific (Arantxa Sánchezová Vicariová)
- 1992: Osaka (Rennae Stubbsová)
- 1992: Řím (Monika Selešová)
- 1992: Manhattan Beach (Arantxa Sánchezová Vicariová)
- 1992: Zurich (Nataša Zverevová)
- 1992: Filderstadt (Arantxa Sánchezová Vicariová)
- 1992: Virginia Slims Championships (Arantxa Sánchez Vicario)
- 1993: Tokio Pan Pacific (Martina Navrátilová)
- 1993: Indian Wells (Rennae Stubbsová)
- 1993: Lucern (Mary Joe Fernandezová)
- 1993: Stratton Mountain (Elizabeth Smylieová)
- 1993: San Diego (Gigi Fernándezová)
- 1993: Manhattan Beach (Arantxa Sánchezová Vicariová)
- 1993: US Open (Arantxa Sánchezová Vicariová)
- 1993: Essen (Arantxa Sánchezová Vicariová)
- 1995: Oakland (Lori McNeilová)
- 1995: Philadelphia (Lori McNeilová)
- 1996: Wimbledon (Martina Hingisová)
- 1996: Karlovy Vary (Karina Habšudová)
- 1996: Zurich (Martina Hingisová)
- 1997: Strasbourg (Nataša Zverevová)
- 1997: Luxembourg (Larisa Neilandová)
- 1998: Sydney (Martina Hingisová)

## Chronologie výsledků na velkých turnajích

### Ženská dvouhra
| Turnaj           | 1981    | 1982    | 1983    | 1984    | 1985    | 1986  | 1987    | 1988    | 1989    | 1990    | 1991    | 1992    | 1993  | 1994    | 1995    | 1996    | 1997    | 1998    | SR     | V–P    |
| ---------------- | ------- | ------- | ------- | ------- | ------- | ----- | ------- | ------- | ------- | ------- | ------- | ------- | ----- | ------- | ------- | ------- | ------- | ------- | ------ | ------ |
| Australian Open  | 3. kolo | 1. kolo | 3. kolo | F       | ČF      | NH    | 4. kolo | 4. kolo | F       | SF      | 3. kolo | 3. kolo | A     | 3. kolo | 2. kolo | 3. kolo | 1. kolo | 1. kolo | 0 / 16 | 38–16  |
| French Open      | A       | 2. kolo | 4. kolo | 1. kolo | 2. kolo | SF    | 4. kolo | ČF      | 2. kolo | A       | 2. kolo | A       | A     | 3. kolo | 1. kolo | 1. kolo | 2. kolo | A       | 0 / 13 | 21–13  |
| Wimbledon        | A       | A       | A       | 4. kolo | ČF      | ČF    | ČF      | ČF      | 4. kolo | 4. kolo | 1. kolo | 3. kolo | ČF    | 4. kolo | 2. kolo | 2. kolo | 4. kolo | 1. kolo | 0 / 15 | 39–17  |
| US Open          | A       | 1. kolo | 3. kolo | ČF      | ČF      | F     | SF      | 4. kolo | ČF      | 4. kolo | 3. kolo | 4. kolo | F     | A       | 2. kolo | 3. kolo | 1. kolo | A       | 0 / 15 | 45–15  |
| SR               | 0 / 1   | 0 / 3   | 0 / 3   | 0 / 4   | 0 / 4   | 0 / 3 | 0 / 4   | 0 / 4   | 0 / 4   | 0 / 3   | 0 / 4   | 0 / 3   | 0 / 2 | 0 / 3   | 0 / 4   | 0 / 4   | 0 / 4   | 0 / 2   | 0 / 59 | 143–61 |
| Konečný žebříček | 74.     | 25.     | 17.     | 7.      | 9.      | 5.    | 7.      | 8.      | 8.      | 14.     | 17.     | 12.     | 17.   | 22.     | 29.     | 27.     | 80.     | —       |        |        |

### Ženská čtyřhra
| Australian Open   | 2. kolo | A       | F       | F     | NH      | SF    | A       | SF      | Vítěz | 3. kolo | Vítěz | A     | 3. kolo | ČF      | 1. kolo | SF      | 1. kolo | 2 / 13 | 39–11  |
| French Open       | 3. kolo | 1. kolo | 3. kolo | F     | SF      | SF    | F       | SF      | Vítěz | SF      | A     | A     | 1. kolo | 1. kolo | ČF      | ČF      | SF      | 1 / 15 | 46–14  |
| Wimbledon         | 2. kolo | 3. kolo | 1. kolo | SF    | 2. kolo | Vítěz | A       | Vítěz   | Vítěz | ČF      | SF    | ČF    | 2. kolo | ČF      | Vítěz   | SF      | ČF      | 4 / 16 | 53–12  |
| US Open           | 3. kolo | A       | 1. kolo | Vítěz | ČF      | ČF    | 3. kolo | 3. kolo | F     | 3. kolo | SF    | Vítěz | A       | SF      | SF      | 3. kolo | A       | 2 / 14 | 45–12  |
| výhry–porážky     | 6–4     | 2–2     | 6–4     | 19–3  | 8–3     | 16–3  | 7–2     | 16–3    | 23–1  | 11–4    | 14–2  | 9–1   | 3–3     | 10–4    | 13–3    | 13–4    | 7–3     | 9 / 58 | 183–49 |
| Závěrečné turnaje |         |         |         |       |         |       |         |         |       |         |       |       |         |         |         |         |         |        |        |
| Turnaj mistryň    | A       | A       | A       | F     | F       | F     | SF      | SF      | ČF    | SF      | Vítěz | SF    | A       | ČF      | ČF      | SF      | A       | 1 / 12 | 14–1   |
| Konečný žebříček  | —       | —       | 8.      | 3.    | 3.      | 6.    | 4.      | 2.      | 1.    | 8.      | 1.    | 2.    | 23.     | 9.      | 6.      | 10.     | 42.     | —      | —      |

### Smíšená čtyřhra
| Turnaj          | 1982    | 1983 | 1984 | 1985 | 1986 | 1987    | 1988 | 1989    | 1990    | 1991    | 1992    | 1993    | 1994  | 1995    | 1996    | 1997    | 1998    | 1999– 2005 | 2006    | V–P  |
| --------------- | ------- | ---- | ---- | ---- | ---- | ------- | ---- | ------- | ------- | ------- | ------- | ------- | ----- | ------- | ------- | ------- | ------- | ---------- | ------- | ---- |
| Australian Open | NH      | NH   | NH   | NH   | NH   | A       | A    | A       | A       | 1. kolo | A       | A       | F     | SF      | ČF      | 2. kolo | F       | A          | A       | 14–6 |
| French Open     | A       | A    | A    | ČF   | A    | 1. kolo | A    | 3. kolo | A       | Vítěz   | A       | A       | SF    | 2. kolo | 2. kolo | SF      | 3. kolo | A          | A       | 16–8 |
| Wimbledon       | 1. kolo | A    | A    | ČF   | A    | A       | A    | A       | 1. kolo | 3. kolo | 3. kolo | 1. kolo | Vítěz | 2. kolo | Vítěz   | Vítěz   | 1. kolo | A          | 1. kolo | 25–9 |
| US Open         | 2. kolo | A    | A    | A    | A    | A       | A    | A       | A       | 2. kolo | F       | Vítěz   | A     | A       | ČF      | 2. kolo | A       | A          | A       | 14–5 |

| Legenda | Legenda                                   | Legenda | Legenda                     |
| ------- | ----------------------------------------- | ------- | --------------------------- |
| SR      | poměr vyhraných turnajů ku všem odehraným | W–L V–P | výhry–prohry                |
| NH      | daný rok se turnaj nekonal                | A       | turnaje se hráč nezúčastnil |
| 1Q / LQ | prohra v (kole) kvalifikace               | 1k / 1R | prohra v daném kole turnaje |
| QF / ČF | prohra ve čtvrtfinále                     | SF      | prohra v semifinále         |
| F       | prohra ve finále                          | Vítěz   | vítězství v turnaji         |